# Telephanus nodicornis
Telephanus nodicornis es una especie de coleóptero de la familia Silvanidae.

## Distribución geográfica
Habita en Montserrat.